# Польові шпати
Польові́ шпа́ти — група найпоширеніших породотвірних мінералів класу силікатів каркасної структури, які характеризуються порівняно високою твердістю.
Польовики — староукраїнська назва польових шпатів[джерело?].

## Загальна характеристика
Польові шпати становлять близько 50 % від маси земної кори. Приблизно 60 % їх міститься у вивержених гірських породах, у метаморфічних — близько 30 %, у осадових — 10-11 %. Густина 2,6-2,8. Твердість 6-6,5. За хімічним складом — це алюмосилікати натрію, кальцію, калію, барію, як ізоморфні домішки містять рубідій, свинець, стронцій тощо. Польові шпати використовуються у скляній, паперовій та інших галузях промисловості; деякі з цих мінералів застосовуються як облицювальний матеріал та виробне каміння.
Польові шпати розділяють на 3 групи:
- калієво-натрієві (лужні — ортоклази, мікроклін та ін.),
- кальцієво-натрієві (плагіоклази),
- калієво-барієві або гіалофани (дуже рідкісні).

Ортоклази — калієві польові шпати складу K2O·Al2O3·6SiO2. Зустрічаються у вигляді кристалів, іноді дуже великих, але в основному у вигляді дрібнозернистих мас. Непрозорі, мають скляний або перламутровий блиск. Альбіто-натрієві польові шпати — складу Na2O·Al2O3·6SiO2. Зустрічаються у вигляді дрібнозернистих мас. Прозоріші, ніж ортоклази. Анортито-кальцієві польові шпати складу CaO·Al2O3·6SiO2. Утворюють такі ж кристали (завжди дрібні) та кристалічні маси, як ортоклази та альбіти.
Підгрупа плагіоклазів являє собою безперервний ізоморфний ряд альбіту Na[AlSi3O8] і анортиту Са[Al2Si2O8]. Для них характерна пластинчата будова. Залежно від вмісту кальцієвої (анортитової) молекули плагіоклази поділяються на 100 номерів. За вмістом SiO2 їх поділяють на кислі (№ 0-30), середні (№ 30-50) і основні (№ 50-100). У підгрупі лужних польових шпатів найпоширенішими є ортоклаз і мікроклін. Обидва мінерали мають однаковий склад К[AlSi3O8] і відрізняються лише сингонією: ортоклаз моноклінної, а мікроклін — триклінної сингонії. Закономірні проростання ортоклазу або мікрокліну альбітом називають пертитом, а проростання плагіоклазу ортоклазом або мікрокліном — антипертитом. До плагіоклазів належать бітовніт, лабрадор та інші мінерали.
Підгрупа гіалофанів (ізоморфна суміш К[AlSi3O8] і Ва[Al2Si2O8]) зустрічається рідко і практичного значення не має. З усіх польових шпатів найбільший промисловий інтерес становлять лужні. В Україні майже 2/3 загального видобутку польовошпатової сировини використовується в скляній промисловості і близько 1/3 в керамічній.

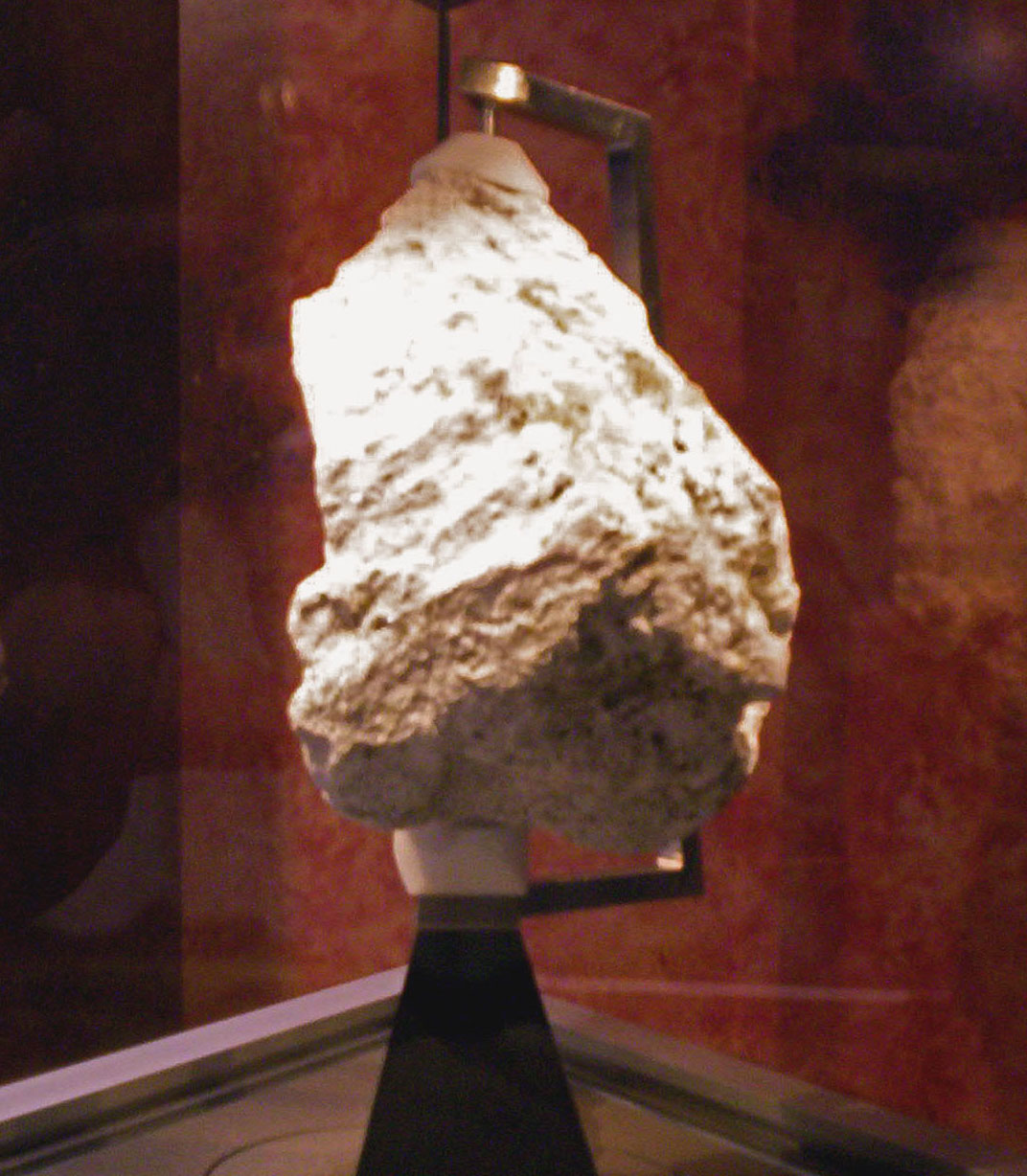
Анортозит (плагіоклаз), знайдений експедицією «Аполлон-16» на Місяці.
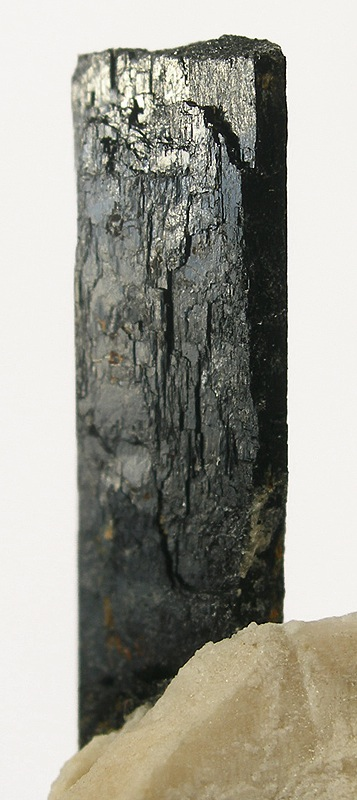
Кристал мікрокліну
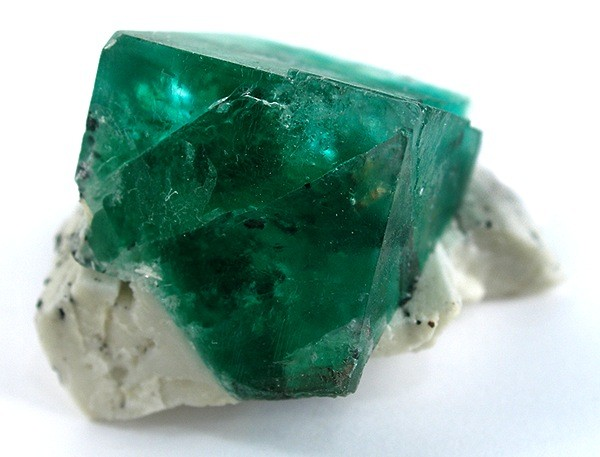
Кристал флюориту
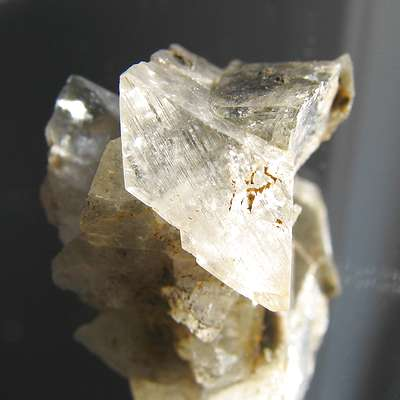
Кристал гіалофану
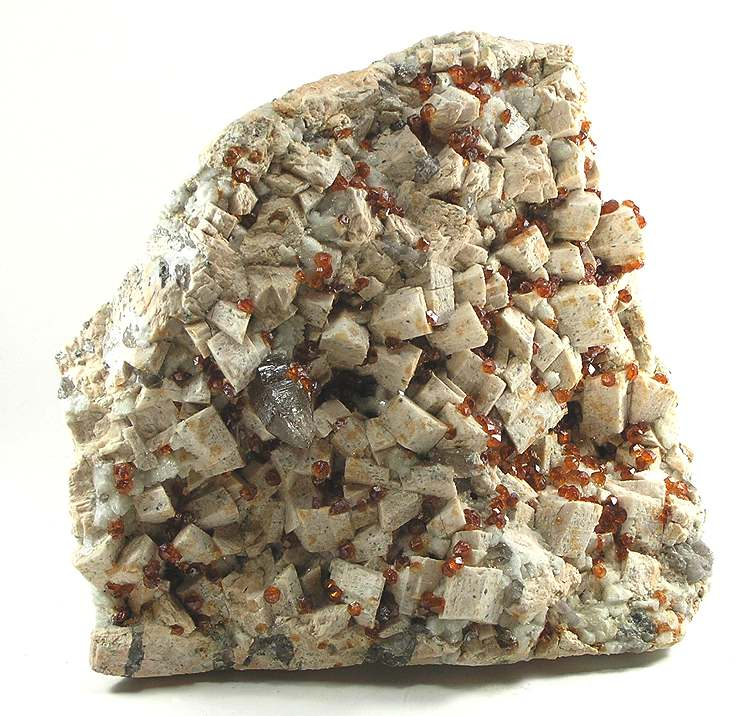
Друза шпату, спесартину та кварцу
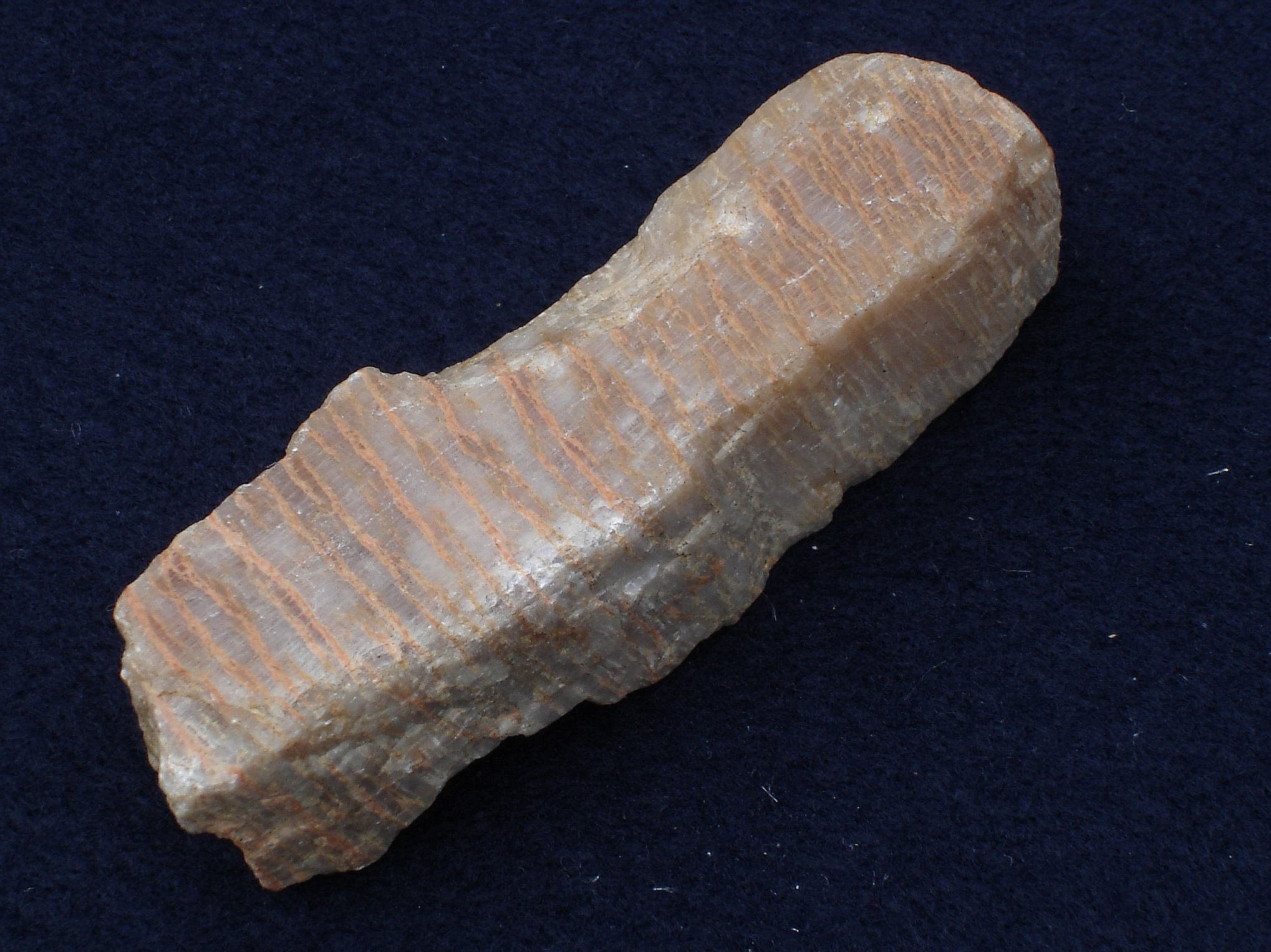
Пертит у лужному польовому шпаті

## Гірські породи й руди
Польовошпатові вивержені гірські породи непегматитового характеру можна поділити на дві підгрупи:
- алюмосилікатні породи, що складаються переважно з польових шпатів і кварцу — граніти, фельзити, апліти, аляскити та ін.;
- алюмосилікатні породи, в яких кварцу немає, а польовий шпат замінений лужними мінералами — нефелінові сієніти, міаскіти та ін.

Серед них можна назвати родовища аляскітів у США (Спрус-Пайн), тіла змінених порід гранітного ряду (кора вивітрювання) в Англії, Польщі, Японії, Франції. Одним з класичних прикладів цієї підгрупи є родовище Шеблув у Польщі. Як польовошпатову сировину використовують також ґрейзенізовані граніти з родовища Сент-Стівенс (графство Корнуелл, Англія). До цього типу належать слюдяні граніти в Узбекистані (Лянгарське родовище), альбітити в Казахстані (гора Аксоран), лейкократові граніти в Таджикистані (Такобське родовище), мусковітові граніти на Уралі, гранітні масиви в Україні (Кіровоградська область) та ін.
Найвисокоякіснішими польовошпатовими рудами для скляної й керамічної промисловості є грубозернисті та гіганто-зернисті польовошпатові пегматитові жили. У багатьох країнах використовують також апліти, польовошпатові піски, змінені граніти, ліпарити, фельзит-порфіри та ін. За межами України близько 2/3 всього видобутку польового шпату припадає на пегматитову сировину.

## Родовища
Усі родовища польовошпатової сировини можна поділити на три групи:
- Гранітні й частково лужні пегматити.
- Польовошпатові вивержені гірські породи непегматитового характеру.
- Польовошпатові піски. Пегматити є комплексними родовищами, і польовий шпат видобувається з них як спеціально, так і попутно.

Найбільшими родовищами гранітних пегматитів є родовища на РФ (Карелія, Урал, Прибайкалля, Східний Сибір, Забайкалля, Далекий Схід), Швеції, Норвегії, США та інших країнах. Нефелінові пегматити відомі на Уралі (Вишневогорське родовище та ін.). Великі родовища гранітних пегматитів є в Україні (Єлисеївське, Зелена Могила).

## Видобування

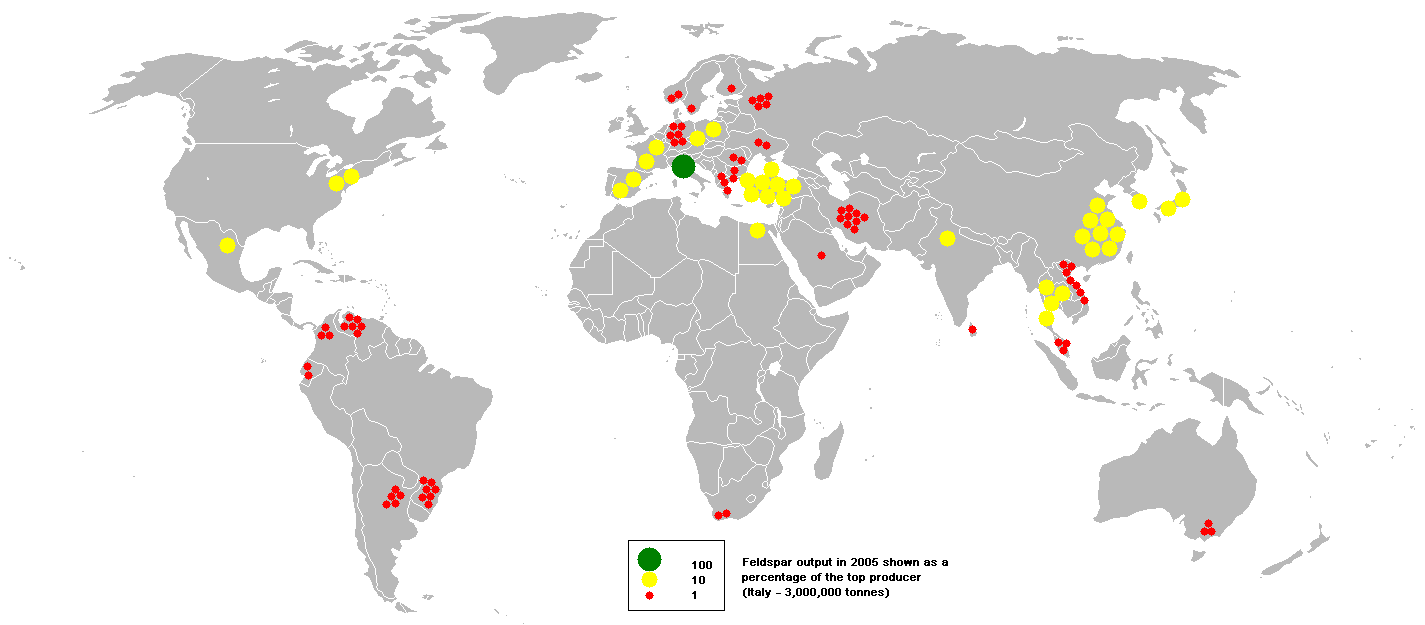
Видобуток польових шпатів, 2005 рік

Наприкінці XX століття у світі спостерігалося збільшення видобутку польових шпатів. Світовий видобуток польових шпатів у 1998 р. становив 11,5 млн т, з них у Китаї, Італії, Японії, Туреччині й США 63 %. Промисловий видобуток нефелінового сієніту проводиться переважно в Канаді і Норвегії. У керамічному виробництві споживання польових шпатів і нефелінового сієніту становить приблизно 5,5 млн т/рік або 41 % від загального попиту. Очікуване зростання споживання становить приблизно 10 % на рік. У скляному виробництві споживання польового шпату і нефелінового сієніту становить приблизно 5,75 млн т/рік із загальним скороченням попиту коштом збільшення використання скляного бою.

## Використання в Україні
Основними споживачами польовошпатової та кварц-польовошпатової сировини в Україні є виробники скла: ПРАТ «ВЕТРОПАК Гостомельський склозавод» (м. Гостомель), ТОВ «Вільногірське скло» (м. Вільногірськ), та виробники санітарно-технічної кераміки, керамічної плитки й керамограніту: «Інтеркерама» (м. Дніпро), ЗАО «Зевс-Кераміка» та ЗАО «Керамічні маси Донбасу» (м. Слов'янськ), «Cersanit» (Житомирська обл.), ТОВ «Дніпрокераміка» (м. Пологи), ОАО «Будфарфор» (м. Славута), ПАО «Харківський плиточний завод» (м. Харків).